# Jethelm

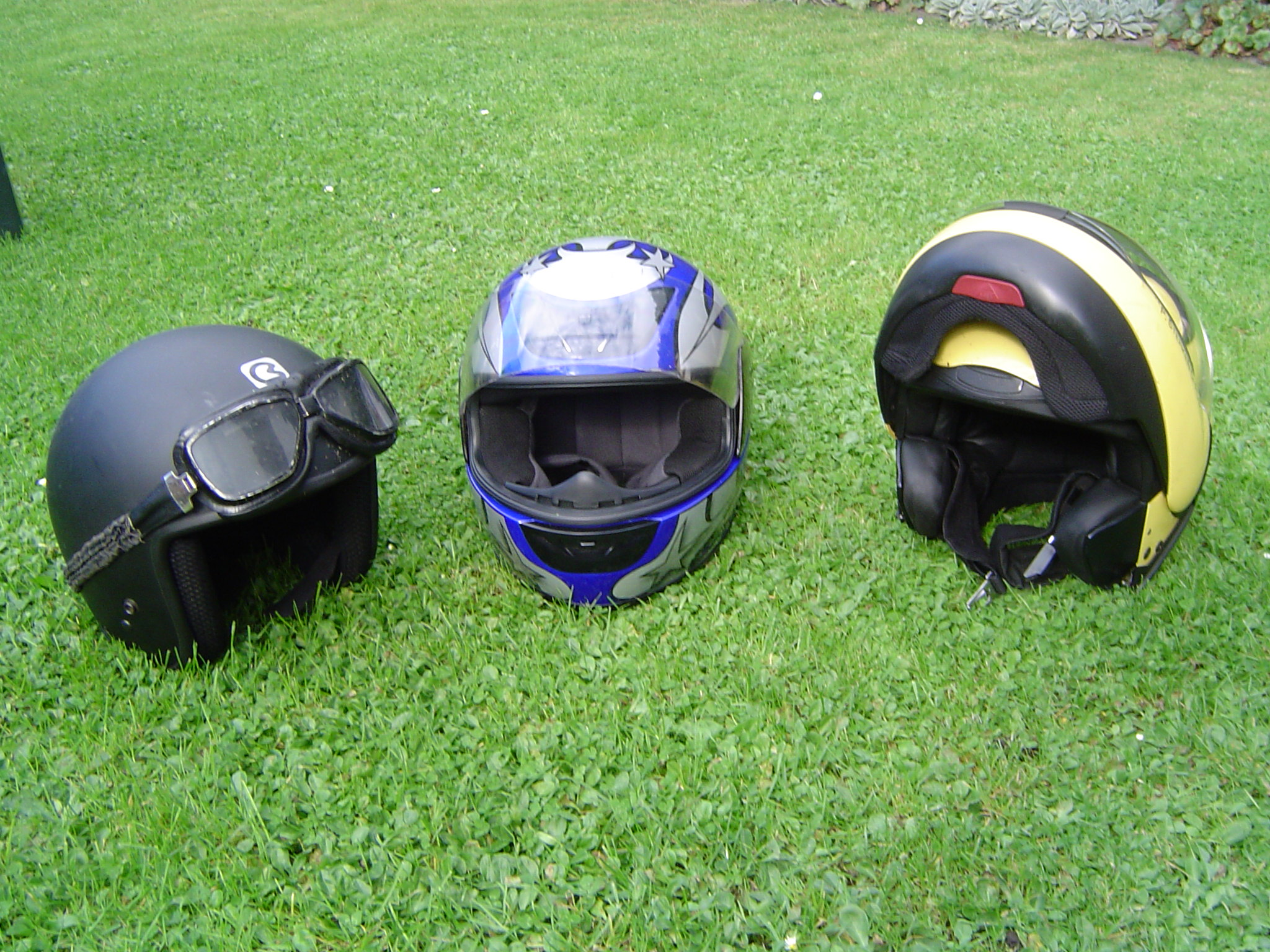
V.l.n.r. een jethelm, een integraalhelm en een systeemhelm

Een jethelm is een valhelm voor motorrijders en bromfietsers die het hele gezicht vrij laat maar de oren bedekt. De naam komt van de helmen van piloten, die grotendeels hetzelfde model hadden.
Dit is een doorontwikkeling op de eerste valhelmen, die alleen een schaal op het hoofd hadden en de oren door een (kunst-)leren lap bedekten. 
Jethelmen worden tegenwoordig nog maar weinig gedragen, omdat bij een val het gezicht (met name de onderkaak en het gebit) beschadigd kunnen raken. De meeste motorrijders gebruiken daarom een integraalhelm.